# Beatriz Lavandera
Beatriz Rosario Lavandera (4 de marzo de 1942-25 de marzo de 1998) fue una lingüista y profesora universitaria argentina. Fue doctora en Lingüística por la Universidad de Pensilvania (UPenn) y desarrolló su actividad académica en el CONICET y en la Universidad de Buenos Aires, como profesora titular de Lingüística general, Gramática textual y Sociolingüística. Detenida en el centro clandestino El Olimpo en 1977; tras su liberación, se exilió en Estados Unidos. Desde su regreso al país, con la vuelta de la democracia, fue directora del Instituto de Lingüística de la Universidad de Buenos Aires entre 1984 y 1991 y fue presidenta de la Sociedad Argentina de Lingüística (actualmente Sociedad Argentina de Estudios Lingüísticos, SAEL). Dictó cursos de posgrado de lingüística en Argentina y en el exterior (Baltimore, Stanford, Madrid) y recibió varios premios y becas a lo largo de su carrera profesional.

## Formación y educación
En 1966 se recibió como Licenciada en Letras con Diploma de Honor por la Universidad de Buenos Aires y más tarde colaboró bajo la dirección de la lingüista Ana María Barrenechea en la sección bonaerense del Proyecto de estudio coordinado de la norma lingüística culta de las principales ciudades de Iberoamérica y la Península Ibérica. Durante este periodo, publicó junto con Barreneachea una monografía literaria de Domingo Faustino Sarmiento y dictó cursos en el Centro de Investigaciones en Ciencias de la Educación del Instituto Di Tella.
Poco después, comienza una serie de estancias y estudios de posgrado en los Estados Unidos. En 1970 arriba a la Universidad de Columbia, donde realiza investigaciones bajo la dirección de Érica C. García y donde mantiene un primer contacto con la escuela funcional de William Diver y la sociolingüística variacionista de William Labov. Posteriormente, en 1971, realiza una estancia en el Departamento de Lingüística del Instituto de Tecnología de Massachusetts y hacia 1975 defiende su tesis doctoral en la Universidad de Pensilvania, bajo la dirección de Labov. En los años siguientes recibió becas de investigación de la Tinker Foundation y la Fundación Guggenheim.
En su tesis doctoral dirigida por William Labov, Beatriz Lavandera aplica el método variacionista a la sintaxis, identificando los factores sociales que afectan la distribución de las cláusulas condicionales en español. Esto la lleva a cuestionar la validez del estudio de la sintaxis con la metodología variacionista y sostiene que la pregunta que hay que hacerse para explicar un fenómeno variable no es solamente ¿por qué alguien dice algo? sino, además, ¿para qué alguien dice algo?.
Lavandera cuestiona el significado social y estilístico de las variables sociolingüísticas, es decir, que la elección de una de las variantes de una variable solo tenga valor social y/o estilístico y no diferencias en el significado. A falta de una teoría articulada sobre los significados, considera que resulta inadecuado extender a otros niveles de análisis la noción de variable sociolingüística tal como la propuso Labov en su libro Modelos sociolingüísticos (1983). Asimismo, llama la atención sobre la importancia de distinguir entre variantes portadoras de un significado social y/o estilístico de aquellas que no son otra cosa que la manifestación concreta de un grupo social determinado en un contexto situacional concreto.

## Docencia y actividad académica
Desde su regreso al país, ejerció como titular de Lingüística general, Gramática textual, y Sociolingüística en la Facultad de Filosofía y Letras de la Universidad de Buenos Aires, y participó en la conformación del nuevo plan de estudios de la carrera de Letras. Dirigió el Instituto de Lingüística entre 1984 y 1991, y se desempeñó como Presidenta de la Sociedad Argentina de Lingüística. En el Instituto de Lingüística, formó un grupo de investigación conformado por Alejandro Raiter, María Marta García Negroni, María Laura Pardo, Mónica Zoppi Fontana y Salvio Martín Menéndez.
En la Argentina, a mediados de los años ‘80, comienzan a observarse transformaciones en el campo de la Lingüística. La apertura democrática permite el retorno de los intelectuales exiliados, y esto conlleva la incorporación de nuevas perspectivas en el campo de la lingüística local, hasta entonces dominado por las corrientes lingüísticas estructurales. En esta dirección, Lavandera encabeza un conjunto de tareas tendientes a la renovación disciplinar, entre ellas la reforma del plan de estudios de la carrera de Letras de la UBA. El nuevo plan revela una importante vastedad, donde se reconocen nuevas orientaciones como Sociolingüística, Psicolingüística, Sociología del Lenguaje, Lingüística interdisciplinaria, Semántica y Pragmática, Historia de la lengua (orientada a la historia de la Gramática Generativa), Lingüística Diacrónica, Dialectología, Etnolingüística, Gramática Textual, Teoría Léxica.
Lavandera también trabajó como docente en el extranjero: en la Universidad de Stanford, la Universidad Complutense de Madrid y la Johns Hopkins University.

## Premios y reconocimientos
- Premio Konex de platino 1996: Teoría Lingüística y Literaria.[2]
- Premio Konex 1986: Lingüística y Filología.[2]
- Premio Bernardo Houssay.
- Premio Alicia Moreau de Justo[2]

## Obras destacadas

### Libros
- Lavandera, B. (1988). Lenguaje en contexto. Buenos Aires: Ediciones Galápago.
- Lavandera, B. (1985). Curso de lingüística para el análisis del discurso. Buenos Aires: Centro Editor de América Latina.
- Lavandera, B. (1984). Variación y significado. Buenos Aires: Hachette.
- Lavandera, B. (1979). Le Principe de réintreprétation dans la théorie de la variation. Stanford University. Department of Linguistics.
- Lavandera, B. (1975). Linguistic structure and sociolinguistic conditioning in the use of verbal endings in ‘SI'clauses. University of Pennsylvania Ph. D (Doctoral dissertation, dissertation).
- Lavandera, B. R. (1975). Buenos Aires Spanish: Tense variation in si-clauses(Vol. 1, No. 7). US Regional Survey.
- Barrenechea, A. M., & Lavandera, B. (1967). Domingo Faustino Sarmiento (Vol. 3). Centro Editor de América Latina.

### Capítulos de libros
- Lavandera, B. (1992). “El estudio del lenguaje en su contexto socio-cultural”. En Panorama de la lingüística moderna de la Universidad de Cambridge (pp. 15-30). Visor.
- Lavandera, B. (1990). “El cambio de modo como estrategia de discurso”. En Indicativo y subjuntivo (pp. 330-357). Taurus.
- Lavandera, B. (1983). “Shifting moods in Spanish discourse”. En F. Klein-Andreu (ed.) Discourse perspectives in Syntax. New York: Academic Press, (pp. 209-236).
- Lavandera, B. (1976). “Cocoliche”. En Términos Latinoamericanos para el diccionario deficiencias sociales. Buenos Aires: Consejo Latinoamericano deficiencias sociales, (pp. 31-33).

### Artículos
- Lavandera, B. (1992). Argumentatividad y discurso. Voz y Letra: revista de literatura. 3(1). 3-18.
- Lavandera, B. (1988). The social pragmatics of politeness forms. Sociolinguistics/Soziolinguistik, 2, 1196-1205.
- Lavandera, B. (1988). The study of language in its socio-cultural context. Linguistics: the Cambridge survey, 4, 1-13.
- Lavandera, B., & Pardo, M. L. (1987). La negación en el discurso: patrones y rupturas. Cuadernos del Instituto de Lingüística. 5-30.
- Lavandera, B. (1985). Decir y aludir: una propuesta metodológica. Filología. 19 (2), 21-31.
- Lavandera, B. (1985). Hacia una tipología del discurso autoritario. Cuadernos del Instituto De Lingüística, 1, 17.
- Lavandera, B. (1984). El componente variable en el uso verbal bilingüe. Variación y significado, 59-75.
- Lavandera, B. (1984). Tensión entre lo impersonal y lo personal en la organización del discurso. Variación y significado, 1, 101-123.
- Lavandera, B. (1979). Análisis semántico de variación en tiempos verbales: oraciones condicionales del español. Anuario de Letras. Lingüística y Filología, 17, 113-136.
- Lavandera, B. (1978). Where does the sociolinguistic variable stop? Language in society, 7(2), 171-182.
- Lavandera, B. (1978). The variable component in bilingual performance. Georgetown University Round Table on Languages and Linguistics, 391-409.
- Lavandera, B. (1974). Some recent sociolinguistic research on New World Spanish. Language and Society, 3, 247-292.
- Lavandera, B. R. (1971). La forma que del español y su contribución al mensaje. Revista de filología española, 54(1/2), 13-36.